# Hedylus crassicornis
Hedylus crassicornis är en stekelart som beskrevs av William Harris Ashmead 1899. Hedylus crassicornis ingår i släktet Hedylus och familjen brokparasitsteklar. Arten är reproducerande i Sverige. Inga underarter finns listade i Catalogue of Life.